# NGC 351
NGC 351 (другие обозначения — UGC 639, MCG 0-3-57, ZWG 384.57, PGC 3693) — пекулярная линзообразная галактика с перемычкой в созвездии Кита (морфологический тип по Вокулёру (R)SB0(rs)a? pec). Джон Дрейер описал её таким образом: «очень слабая, довольно маленькая, к северо-западу от второй галактики», это — NGC 353.
По оценкам, расстояние до Млечного Пути около 192 миллионов световых лет, диаметр около 85 тыс. световых лет.
В той же области неба NGC 353.
Объект был обнаружен 10 ноября 1885 года американским астрономом Льюисом А. Свифтом.
Этот объект входит в число перечисленных в оригинальной редакции «Нового общего каталога».
На фотографиях видны внутренняя и внешняя кольцеобразные структуры, которые не находятся в одной плоскости. Вокруг ядра — плотные пылевые облака. В спектре галактики видны эмиссионные линии.
В начале XX века галактику принимали за маленькую планетарную туманность.

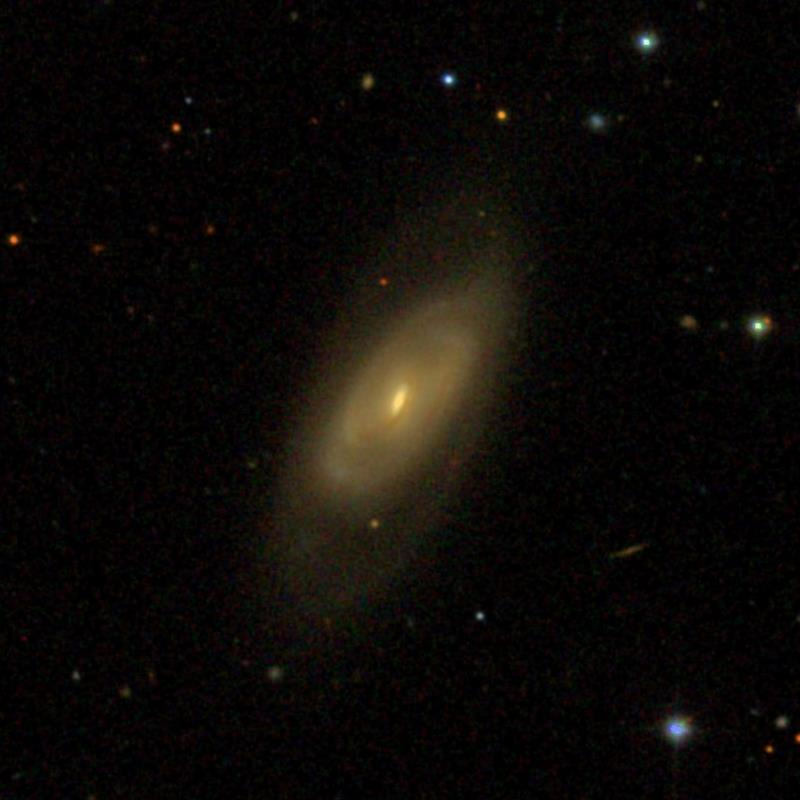
NGC 351